# Rosny-sous-Bois
Rosny-sous-Bois – miejscowość i gmina we Francji, w regionie Île-de-France, w departamencie Sekwana-Saint-Denis.
Według danych na rok 1990 gminę zamieszkiwało 37 489 osób, a gęstość zaludnienia wynosiła 6343 osób/km² (wśród 1287 gmin regionu Île-de-France Rosny-sous-Bois plasuje się na 53. miejscu pod względem liczby ludności, natomiast pod względem powierzchni na miejscu 617.).

## Ludzie związani z Rosny-sous-Bois

Położenie Rosny-sous-Bois w ramach aglomeracji paryskiej

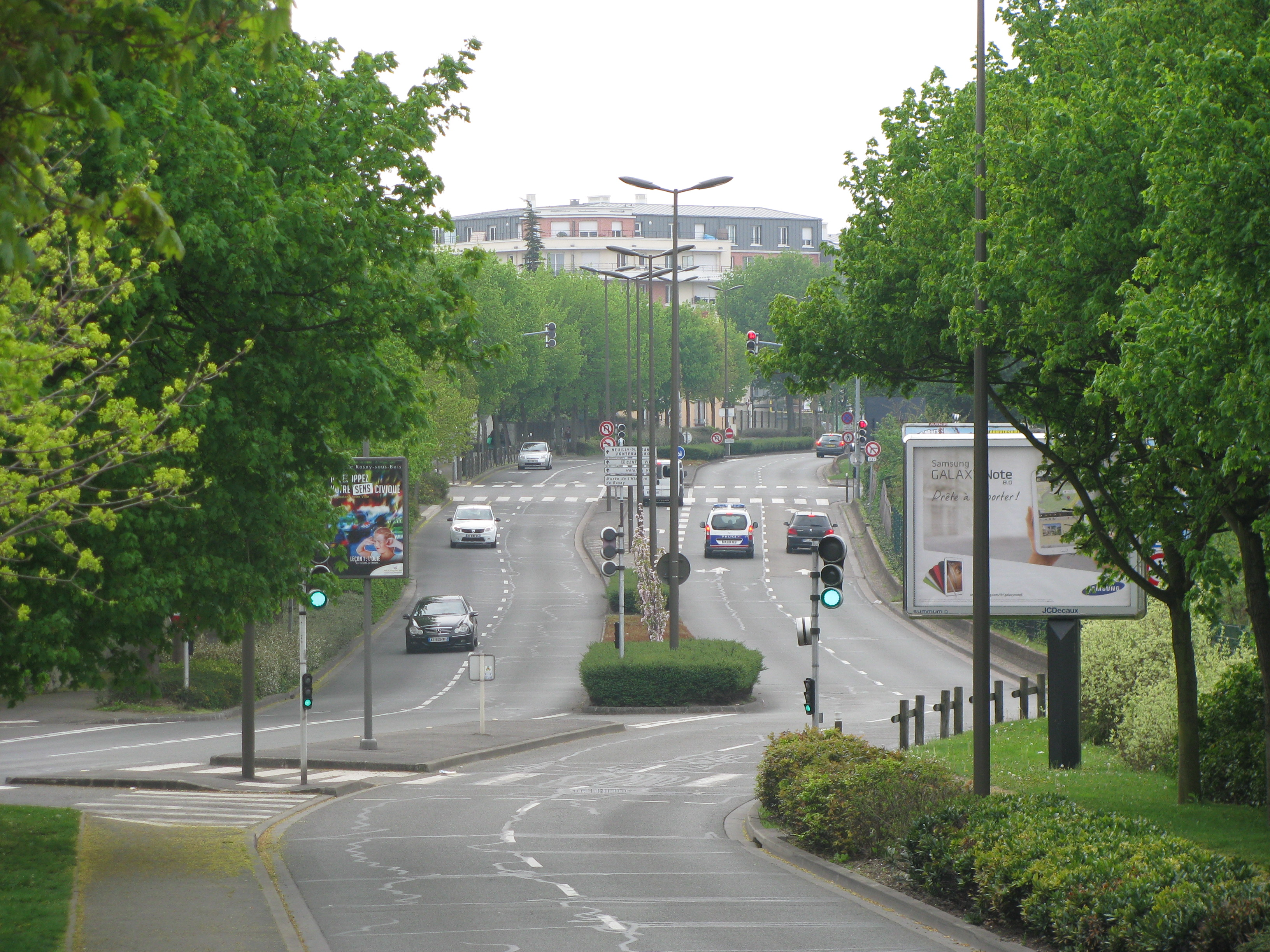
Aleja Lecha Wałęsy w Rosny-sous-Bois